# 比利亚穆埃拉德拉库埃萨
比利亚穆埃拉德拉库埃萨，是西班牙卡斯蒂利亚-莱昂帕伦西亚省的一个市镇。 总面积25平方公里，总人口63人（2001年），人口密度3人/平方公里。